# Donja Sestrica
Donja Sestrica (Sestrica Mala) je nenaseljeni otočić u otočju Vrhovnjaci, na pola puta između Lastova i Mljeta, a nalazi se oko 10.6 km istočno od Lastova. Najbliži otok je Gornja Sestrica, oko 80 m prema jugu, te hrid Srednja Sestrica između ova 2 otoka.
Površina otoka je 6.743 m2, duljina obalne crte 330 m, a visina 5 metara.